# Sojuz T-5
Sojuz T-5 (ryska: Союз Т-5) var en flygning i det sovjetiska rymdprogrammet. Det var den första flygningen till rymdstationen Saljut 7. Farkosten sköts upp med en Sojuz-U-raket från Kosmodromen i Bajkonur den 13 maj 1982. Den dockade med rymdstationen den 14 maj 1982. Farkosten lämnade rymdstationen den 27 augusti 1982. Några timmar senare återinträdde den i jordens atmosfär och landade i Sovjetunionen.